# Stella Blómkvist
Stella Blómkvist est une série télévisée islandaise en douze épisodes de 52 minutes et mise en ligne le 24 novembre 2017 et le 30 septembre 2021 sur le service de vidéo à la demande de Síminn (is).
En France, la série est diffusée du 8 au 13 juin 2018 sur 13e Rue. Elle reste inédite dans les autres pays francophones.

## Synopsis
Les enquêtes de Maître Stella Blómkvist, avocate au barreau de Reykjavik. Stella est une jeune femme rusée et impitoyable, qui s’implique dans de mystérieuses affaires de meurtres. Entre un passé sombre et son goût pour le whisky et l'argent facile, la singulière avocate se retrouve plongée au cœur d'une dangereuse conspiration politique.

## Distribution
- Heida Reed (VF : Juliette Poissonnier) : Stella Blómkvist
- Kristín Þóra Haraldsdóttir (VF : Vanessa Van-Geneugden) : Gunna
- Sveinn Ólafur Gunnarsson (en) (VF : Yann Guillemot) : Valdi, policier (4 épisodes)
- Jóhannes Haukur Jóhannesson (VF : Stefan Godin) : Sverri (3 épisodes)
- Sara Dögg Ásgeirsdóttir (VF : Juliette Degenne) : Dagbjört

Source : DSD Doublage Séries Database

## Épisodes

### Première saison (2017)
Chaque épisode est divisé en deux parties.
1. Meurtre au ministère
2. Meurtre à la maison du lac
3. Meurtre au Harpa

### Deuxième saison (2021)
Chaque épisode est divisé en deux parties.
1. Meurtre sur Instagram
2. Murder in the National History Museum
3. Murder by the Cabin